# Choguel Maïga
Choguel Kokalla Maïga (Tabango, región de Gao; 1958) es un ingeniero en telecomunicaciones y político maliense, ex primer ministro de Malí desde el 7 de junio de 2021 hasta el 20 de noviembre de 2024, con una breve interrupción entre el 21 de agosto y el 5 de diciembre de 2022.

## Biografía
Nacido hacia 1958 en Tabango, círculo de Ansongo, estudió en Bará y posteriormente en Bamako. Tras obtener el bachillerato en 1977 a los 19 años, salió del país para completar sus estudios: primero pasó por Bielorrusia hasta matricularse en el Instituto de Telecomunicación de Moscú, donde en 1983 obtuvo el título de ingeniero de telecomunicaciones especializado en satélites. Más tarde, en 1988 obtuvo el doctorado en telecomunicaciones después de haber defendido su tesis sobre la apertura del norte de Malí a través de redes de radio y satélite.
Ocupó diversos puestos técnicos en el seno de la Sociedad de Telecomunicaciones de Malí (SOTELMA).

### Trayectoria política
Sus primeros pasos en la política los dará para apoyar a Moussa Traoré.Fue miembro de la Unión Nacional de Jóvenes de Malí, asociación fundada por el régimen dictatorial.
En febrero de 1997, se convirtió en presidente del Mouvement patriotique pour le Renouveau (MPR), un partido político que se reclama próximo a Moussa Traoré y reivindica su herencia.
En 2002, se presentó a las elecciones presidenciales donde obtuvo 2,73 % de votos en la primera vuelta antes de apoyar en la segunda vuelta a Amadou Toumani Touré. Con vistas a las elecciones legislativas de 2002, unió fuerzas con el Rassemblement pour le Mali (RPM) liderado por Ibrahim Boubacar Keïta y el Congreso Nacional de Iniciativa Democrática (CNID) en la coalición Espoir 2002. Maïga fue Ministro de Industria y Comercio en los gobiernos de Ahmed Mohamed ag Hamani del 16 de octubre de 2002 al 28 de abril de 2004 y de Ousmane Issoufi Maïga del 2 de mayo de 2004 al 27 de septiembre de 2007.
En las elecciones presidenciales de Malí de 2007 apoyó la candidatura del presidente saliente Amadou Toumani Touré. En enero de 2008, fue nombrado director del Comité de Regulación de las Telecomunicaciones (CRT).
En enero de 2015, regresó al gobierno al ser nombrado Ministro de Economía Digital, Información y Comunicación. Sin embargo, el 7 de julio de 2016, en un cambio de gobierno fue reemplazado por Mountaga Tall. Más tarde se postuló para las elecciones presidenciales de Malí en 2018.
El 10 de julio de 2020, la coalición de oposición Mouvement du 5-Juin - Rassemblement des Forces Patriotiques (M5) organizó manifestaciones contra el presidente Ibrahim Boubacar Keïta en todo Malí. En Bamako degeneró en un motín, la Asamblea Nacional es saqueada, los enfrentamientos con la policía dejan al menos 4 muertos y varias decenas de heridos. Por la noche y al día siguiente, las fuerzas de seguridad de Malí arrestaron a 6 líderes y teóricos de la oposición, entre ellos Maïga junto a Clément Dembélé, Mountaga Tall, Issa Kaou Djim, Oumara Diarra y Adama Ben Diarra. Siguieron dos días más de manifestaciones violentas para evitar la supuesta detención de Mahmoud Dicko, el principal líder del M5-RPF. La represión policial dejó 11 muertos y 124 heridos Finalmente el 13 de junio fueron liberados los líderes de la oposición.
A mediados de mayo de 2021, rechazó la propuesta de Ba N'Daou de incorporar al M5 al segundo gobierno de Moctar Ouane.
El 28 de mayo, poco después de su golpe de Estado contra N'Daw y Moctar Ouane, Assimi Goïta anunció que el cargo de Primer Ministro sería para el M5, que designó Maïga para la función.El 7 de junio de 2021 Choguel Maïga es nombrado oficialmente como primer ministro de Malí por el presidente de la transición Assimi Goita.
El 8 de octubre de 2021, en una entrevista con la agencia de noticias rusa RIA Novosti, acusó a Francia de haber entrenado a los yihadistas contra los que afirma estar combatiendo en el enclave de Kidal, prohibido por Francia al ejército maliense.
El 13 de agosto de 2022, sufrió un derrame cerebral y fue internado en la clínica Pasteur en Bamako.Fue separado temporalmente del puesto de Primer Ministro entre agosto y diciembre de 2022, mientras se recuperaba.
El 25 de noviembre de 2022, Maïga dijo que se había recuperado y que estaba listo para regresar como Primer Ministro. El 5 de diciembre de 2022, Maïga reanudó sus funciones como primer ministro.
En noviembre de 2024, Maïga pidió a Goïta que discutiera el final del período de "transición". Goïta destituyó a Maïga el 20 de noviembre de 2024.